# Sylvanian Families la pel·lícula: el regal de la Freya
Sylvanian Families la pel·lícula: el regal de la Freya (劇場版 シルバニアファミリー フレアからのおくりもの, Gekijōban Shirubania Famirī Furea kara no okuri mono) és una pel·lícula d'animació del 2023 dirigida per Kazuya Konaka. Es va estrenar el 23 de novembre de 2023. Compta amb Hirotoshi Kobayashi com a guionista i Jun Ichikawa com a compositor de la banda sonora. El doblatge català d'aquest film es va estrenar el 7 de juny de 2024.

## Sinopsi
Al poble de Sylvania tothom espera amb impaciència la celebració anual del Festival de les Estrelles. La conilleta Xocolata Freya està preocupada perquè la festa coincideix amb l’aniversari de la seva mare i no sap què regalar-li. A més, té una missió molt important al festival: triar l’arbre de l’any. Com s’ho farà per acontentar tothom?

## Repartiment de veus
- Misa Watanabe com a narradora
- Yuina Kuroshima com a Freya
- Inori Minase com a Lyra
- Satoshi Hino com a Frasier
- Akeno Watanabe com a Coco
- Kaede Hondo com a Ralph